# Czy nie
Czy nie – piosenka disco polo autorstwa Marcina Millera z zespołu Boys wydana przez niego we wrześniu 1998 roku.
Wydany przez Boys album Tak czy nie?, na którym znajduje się piosenka, w niecałe 2 tygodnie osiągnął status platynowej płyty i po niespełna roku osiągnął ponadmilionowy nakład.
Piosenka utrzymywała się na liście przebojów programu Disco Polo Live w telewizji Polsat przez rekordową ilość czasu – aż 83 tygodni. Czyli niespełna dwa lata, począwszy od 21 sierpnia 1999, kiedy zadebiutowała, aż do 19 maja 2001. Przez 9 tygodni (od 10.09.1999 do 14.11.1999) utrzymywała się nieprzerwanie na 1 pozycji. Zwycięska passa utrzymywała się jeszcze dłużej od marca do lipca 2000 r., kiedy piosenka przodowała przez 14 tygodni w DPL.